# Pierwszy rząd Antoniego Ponikowskiego
Pierwszy rząd Antoniego Ponikowskiego – gabinet pod kierownictwem premiera Antoniego Ponikowskiego, utworzony 19 września 1921 roku przez Naczelnika Państwa Józefa Piłsudskiego po ustąpieniu rządu Wincentego Witosa. Rząd ustąpił 5 marca 1922 roku.

## Utworzenie rządu
Dnia 13 września 1921 r. zebrał się Konwent Seniorów. Marszałek Sejmu Wojciech Trąmpczyński chciał zaproponować Naczelnikowi Państwa Józefowi Piłsudskiemu kandydaturę Stanisława Głąbińskiego na stanowisko premiera. Próba ta nie udała się z powodu sprzeciwu PPS, PSL „Wyzwolenia” i „Piasta” i Konwent rozszedł się bez skutku. W tej sytuacji należało powołać rząd oparty na podobnych siłach politycznych, jak zdymisjonowany rząd Witosa.
16 września 1921 r. misję utworzenia rządu powierzono rektorowi Politechniki Warszawskiej prof. Antoniemu Ponikowskiemu. W wywiadzie prasowym oświadczył on, że ma zamiar powołać rząd bezpartyjny i fachowy. Desygnowany premier odbył konsultacje ze wszystkimi klubami sejmowymi, przy czym na plan pierwszy w tych rozmowach wysunęły się problemy gospodarcze, zwłaszcza sprawy ściągania podatków.
Dnia 20 września 1921 r. ogłoszono skład nowego rządu. Ministrem skarbu mianowano po kilku dniach Jerzego Michalskiego.
Nowy gabinet nie miał większości w sejmie i w działalności swej musiał liczyć, prócz poparcia centrum, na tolerancję przede wszystkim stronnictw lewicowych, obawiających się rządów endecji i na poparcie Naczelnika Państwa, który również nie chciał dopuścić endecji do władzy.

## Skład Rządu
| Funkcja                                          | Zdjęcie | Imię i nazwisko         | Przynależność partyjna                    | okres urzędowania                                 |
| ------------------------------------------------ | ------- | ----------------------- | ----------------------------------------- | ------------------------------------------------- |
| Prezes Rady Ministrów                            |         | Antoni Ponikowski       | Chrześcijańsko-Narodowe Stronnictwo Pracy | od 19 września 1921 r. do 5 marca 1922 r.         |
| Min. Aprowizacji                                 |         | Hieronim Wyczółkowski   | bezpartyjny                               | od 19 września 1921 r. do 24 września 1921 r.     |
|                                                  |         | Jan Stefan Stoiński     | bezpartyjny                               | od 24 września 1921 r. do 5 marca 1922 r.         |
| Min. Kolei Żelaznych                             |         | Bolesław Sikorski       | Chrześcijańsko-Narodowe Stronnictwo Pracy | od 19 września 1921 r. do 7 lutego 1922 r.        |
|                                                  |         | p.o. Julian Eberhardt   | bezpartyjny                               | od 7 lutego 1922 r. do 5 marca 1922 r.            |
| Min. Kultury i Sztuki                            |         | p.o. Antoni Ponikowski  | Chrześcijańsko-Narodowe Stronnictwo Pracy | od 19 września 1921 r. do 5 marca 1922 r.         |
| Min. Poczt i Telegrafów                          |         | Władysław Stesłowicz    | Stronnictwo Prawicy Narodowej             | od 19 września 1921 r. do 5 marca 1922 r.         |
| Min. Pracy i Opieki Społecznej                   |         | Ludwik Darowski         | bezpartyjny                               | od 19 września 1921 r. do 5 marca 1922 r.         |
| Min. Przemysłu i Handlu                          |         | p.o. Henryk Strasburger | bezpartyjny                               | od 19 września 1921 r. do 5 marca 1922 r.         |
| Min. Robót Publicznych                           |         | Gabriel Narutowicz      | bezpartyjny                               | od 19 września 1921 r. do 5 marca 1922 r.         |
| Min. Rolnictwa i Dóbr Koronnych                  |         | Józef Raczyński         | bezpartyjny                               | od 19 września 1921 r. do 5 marca 1922 r.         |
| Min. Skarbu Państwa                              |         | p.o. Bolesław Markowski | bezpartyjny                               | od 19 września 1921 r. do 26 września 1921 r.     |
|                                                  |         | Jerzy Michalski         | bezpartyjny                               | od 26 września 1921 r. do 5 marca 1922 r.         |
| Min. Spraw Wewnętrznych                          |         | Stanisław Downarowicz   | bezpartyjny                               | od 19 września 1921 r. do 5 marca 1922 r.         |
| Min. Spraw Wojskowych                            |         | Kazimierz Sosnkowski    | bezpartyjny                               | od 19 września 1921 r. do 5 marca 1922 r.         |
| Min. Spraw Zagranicznych                         |         | Konstanty Skirmunt      | bezpartyjny                               | od 19 września 1921 r. do 5 marca 1922 r.         |
| Min. Sprawiedliwości                             |         | Bronisław Sobolewski    | bezpartyjny                               | od 19 września 1921 r. do 5 marca 1922 r.         |
| Min. Wyznań Religijnych i Oświecenia Publicznego |         | p.o. Antoni Ponikowski  | Chrześcijańsko-Narodowe Stronnictwo Pracy | od 19 września 1921 r. do 5 marca 1922 r.         |
| Min. Zdrowia Publicznego                         |         | Witold Chodźko          | bezpartyjny                               | od 19 września 1921 r. do 5 marca 1922 r.         |
| Minister d.s. byłej dzielnicy pruskiej           |         | Juliusz Trzciński       | Narodowe Zjednoczenie Ludowe              | od 19 września 1921 r. do 22 października 1921 r. |
|                                                  |         | Józef Wybicki           | bezpartyjny                               | od 22 października 1921 r. do 5 marca 1922 r.     |

### Dymisja rządu
Spór o statut oraz sposób przyłączenia Litwy Środkowej wzbudzał kontrowersje wśród ugrupowań sejmowych. Rząd przyjął 21 lutego 1922 r. projekt statutu ziemi wileńskiej z ograniczonym samorządem, z sejmem wileńskim, z prezesem ziemi wileńskiej jako władzą wykonawczą. Podkreślenie odrębności ziemi wileńskiej przejawiało się w tytulaturze, natomiast rząd Polski miał zagwarantowany wpływ na wszystkie istotne sprawy. W marcu 1922 r. przybyła do Warszawy 20 - osobowa delegacja wybrana przez sejm wileński do rokowań w sprawie połączenia z Polską. Początkowo 13 członków delegacji zgodziło się podpisać Akt Złączenia w brzmieniu rządowym. Rada Ministrów w pełnym składzie pertraktowała 2 i 3 marca 1922 r. z delegacją. Premier Ponikowski zapewnił przedstawicieli Zespołu Stronnictw Narodowych z Wilna (endecja), że projektowany statut ziemi wileńskiej nie będzie zawierał słowa „autonomia”. Przedstawiciele prawicy żądali, by uzupełnić tekst Aktu Złączenia stwierdzeniem, że Wileńszczyzna urządzona zostanie „zgodnie z Konstytucją Rzplitej”, co miało wykluczyć autonomię. W ostatniej chwili 3 posłów z 13 zdecydowanych na podpisanie Aktu wycofało się. Tylko lewica delegacji (10 osób z 20) podpisała Akt Złączenia. Wobec tego rząd podał się do dymisji. Do Warszawy przybył prawie komplet posłów sejmu wileńskiego. Piłsudski przyjął dymisję.